# Endrosa modesta
Endrosa modesta är en fjärilsart som beskrevs av Thomann 1951. Endrosa modesta ingår i släktet Endrosa och familjen björnspinnare. Inga underarter finns listade i Catalogue of Life.